# Оллі Мосс
Олівер Джонатан Мосс (англ. Oliver Jonathan "Olly" Moss; нар. 24 січня 1987) — англійський графічний дизайнер, найбільш відомий своїм переосмисленням кіноплакатів. Його роботи були випущені компанією Mondo та регулярно представлені в журналі «Empire».

## Ранні роки
У 2008 році Мосс закінчив Бірмінгемський університет за напрямком «Література». Він є постійним гостем подкастів IGN UK і A Life Well Wasted. Для нього ілюстрівання спочатку було хобі, але розміщення робіт в інтернеті призвело до отримання замовлень. Мосс створив популярні дизайни футболок, які стали найкращими у 2006 році за версією Threadless. Спочатку він хотів продовжити кар'єру в рекламі, але зрештою зупинився на графічному дизайні та ілюстрації.

## Кар'єра
Крейг Кайл і Кевін Файгі з Marvel Entertainment замовили у Мосса постер для акторського складу «Тора». Серед інших його відомих робіт — обкладинка для відеогри «Resistance 3» 2011 року, яка спонукала до створення трейлера в подібному стилі. Він також створив обкладинки для перших цифрових копій серії книг Джоан Роулінг про «Гаррі Поттера», а також серію гравюр на основі кожної частини книги. У лютому 2013 року Мосс випустив плакат до 85-ої церемонії вручення премії «Оскар», на якому переможці за «Найкращий фільм» за всі роки існування премії представлені окремими статуетками Оскара.

### Плакати для «Зоряних війн»
Разом зі створенням нестандартних плакатів для таких фільмів, як «Брудний Гаррі», «Зловісні мерці», «Робот-поліцейський», «Мій сусід Тоторо» та для епізоду серіалу «Зоряний шлях: Оригінальний серіал» «Проблеми з трібблами», Мосс відомий серією плакатів, заснованих на оригінальній трилогії «Зоряні війни». На постерах для стрічок «Зоряні війни», «Зоряні війни: Імперія завдає удару у відповідь» і «Повернення джедая» C-3PO, Боба Фетт і Дарт Вейдер з кожного фільму відповідно зображені кольоровими силуетами. Плакати були випущені у 2010 році тиражем 400 примірників кожен за ціною 50 доларів США. У 2011 році повідомлялося, що повний комплект із трьох плакатів був виставлений на eBay вартістю 7499,99 долара.

### Campo Santo та «Firewatch»
У вересні 2013 року Мосс і головний дизайнер «Mark of the Ninja» Нельс Андерсон разом із колишніми співробітниками Telltale Games Джейком Родкіним і Шоном Ванаманом заснували компанію Campo Santo. Мосс тісно працював над створенням дизайну та був артдиректором першого релізу студії «Firewatch». Натхненний культовим стилем плакатів Національного парку 1960-х років, «Firewatch» перегукується з графічним стилем Мосса. Мосс відповідав за колір, схему освітлення у грі та керував дизайн-системою, а також створив різні логотипи та дизайни реквізиту у «Firewatch».

### Valve
Мосс залишив Campo Santo у 2016 році та влаштувався в Valve. Він працював художником над «Half-Life: Alyx» і проілюстрував випуск серії коміксів «Рік і Морті» від 23 серпня 2017 року для ван-шоту «Гітлере, крихітко, ще раз».